# Spiderweb Software

SpiderWeb Software je ameriško podjetje, ki se ukvarja z razvojem videoiger za sisteme Mac OS in Windows. Podjetje je leta 1994 ustanovil Jeff Vogel v mestu Seattle.
Znano je predvsem po serijah videoiger igranja vlog (RPG), kot je Exile.